# 48 Dywizja Strzelców
48 Dywizja Strzelców – dywizja piechoty Armii Czerwonej okresu wojny polsko-bolszewickiej, operująca głównie na terenie dzisiejszej Białorusi.

## Formowanie i walki
Sformowana jesienią 1919 w rejonie Tuły jako 1 Tulska Dywizja Strzelców. W styczniu 1920 weszła w skład 15 Armii.
Walczyła z oddziałami polskimi w rejonie Dryssy i Połocka. W czerwcu 1920 w strukturach 4 Armii, a od sierpnia już w ramach 16 Armii wzięła udział w drugiej ofensywie Tuchaczewskiego, walcząc m.in. pod Wilnem i Kobryniem. 
1 sierpnia 1920 jej 143 Brygada Strzelców  liczyła w stanie bojowym 2553 żołnierzy z tego piechoty 1840. 
Podczas bitwy niemeńskiej walczyła pod Wołkowyskiem z oddziałami Grupy gen. Junga. 27 i 28 września bez powodzenia broniła Słonima, a w październiku toczyła walki o Słuck. Po podpisaniu rozejmu uczestniczyła w walkach z oddziałami gen. Bułak-Bałachowicza.
W dniu 12 września 1920 roku po zdobyciu Kobrynia przez oddziały Wojska Polskiego do polskiej niewoli dostało się 180 żołnierzy z radzieckich 48 oraz 57 Dywizji Strzelców.

## Struktura organizacyjna
Skład na dzień 1 sierpnia 1920:
- dowództwo dywizji
- 142 Brygada Strzelców
  - 424 pułk strzelców
  - 425 pułk strzelców
  - 426 pułk strzelców
  - dywizjon artylerii
- 143 Brygada Strzelców
  - 427 pułk strzelców
  - 428 pułk strzelców
  - 429 pułk strzelców
  - dywizjon artylerii
- 144 Brygada Strzelców
  - 430 pułk strzelców
  - 431 pułk strzelców
  - 432 pułk strzelców
  - dywizjon artylerii
- pułk kawalerii

W tym dniu dywizja posiadała 7100 „bagnetów”, 100 „szabel”, 183 karabiny maszynowe, 22 3-calowe armaty dywizyjne wz. 1902.

## Dowódcy dywizji
- N.D. Logofet (X 1919 – VII 1920)[2]
- J.W. Baranowicz (od 5 VII 1920)[2]